# Устинская гора
Устинская гора — гора на Южном Урале. Административно находится в Белорецком районе Башкортостана.
Между Устинской горой и Тихой горой (774,4 м) к северу от Устинской горы расположено Журавлиное болото и река Тирлян.
Расположена Устинская гора возле хребта Ялангас.

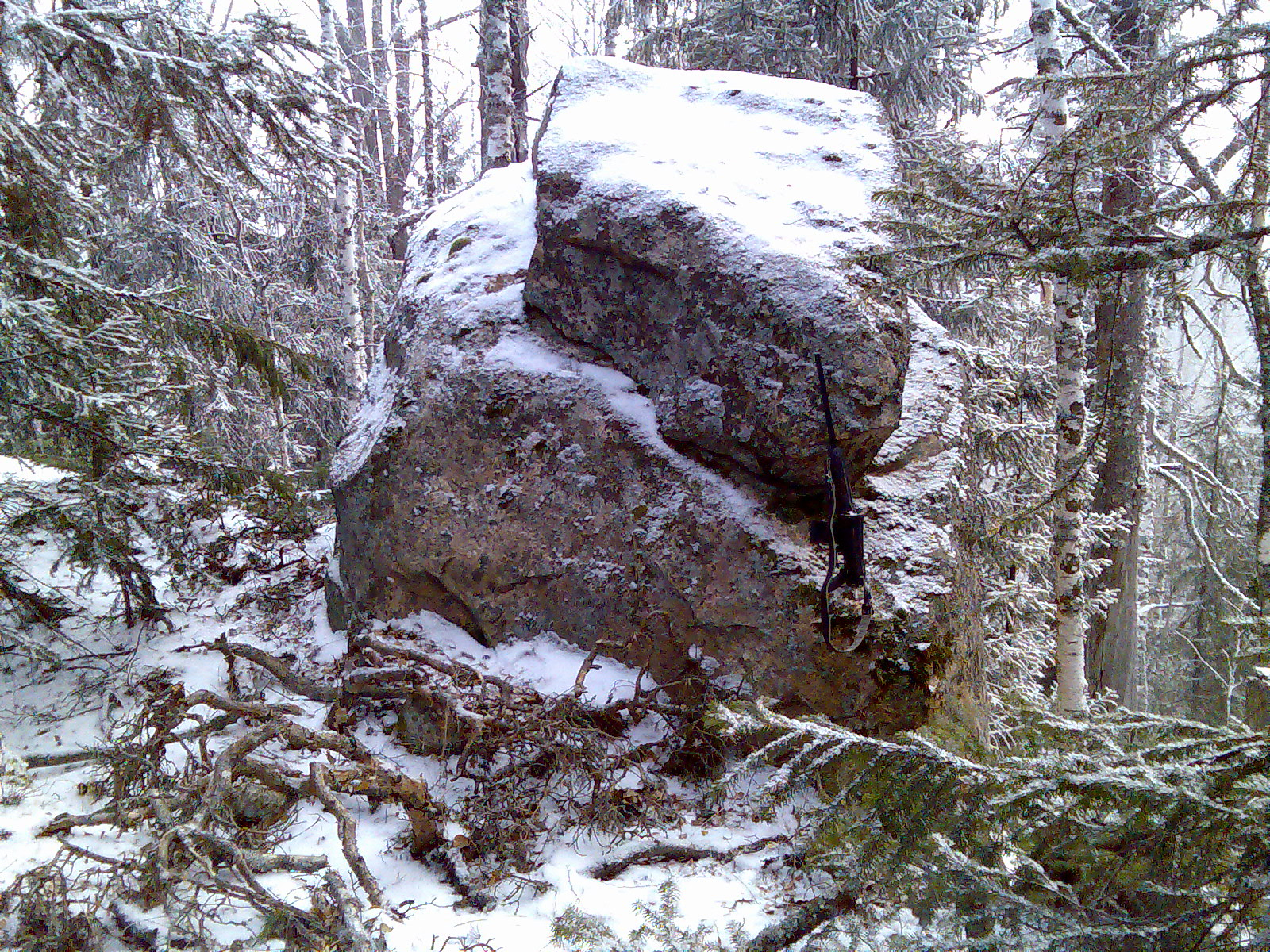